# Стриганське
Стрига́нське (рос. Стриганское) — село у складі Ірбітського міського округу Свердловської області.
Населення — 436 осіб (2010, 597 у 2002).
Національний склад населення станом на 2002 рік: росіяни — 88 %.